# Giuseppe Missori (cacciatorpediniere)
Il Giuseppe Missori è stato un cacciatorpediniere (e successivamente una torpediniera) della Regia Marina.

## Storia
Impostata prima della prima guerra mondiale, la nave entrò in servizio nel marzo del 1916.
Il 3 maggio 1916 il Missori, al comando del capitano di corvetta Ferrero, uscì in mare insieme agli esploratori Pepe e Rossarol ed al gemello Nullo per fornire supporto a distanza ai cacciatorpediniere Zeffiro e Fuciliere, impegnati nella posa di un campo minato nelle acque prospicienti Sebenico. Al largo di Punta Maestra la formazione italiana avvistò quattro cacciatorpediniere (classe «Velebit») e sei torpediniere austro-ungariche e diresse per attaccarle. Mentre le navi avversarie facevano rotta per Pola, quelle italiane, al loro inseguimento, furono assalite da tre idrovolanti, che poterono respingere; alle 15.50, tuttavia, dato che da Pola erano usciti a supporto delle navi austro-ungariche anche un incrociatore ed altre due siluranti, la squadra italiana dovette ripiegare ed allontanarsi.
Il 12 giugno dello stesso anno Nullo e Missori fornirono supporto ad un gruppo di siluranti (cacciatorpediniere Zeffiro, Fuciliere ed Alpino, torpediniere 30 PN e 46 PN) che avrebbe poi intrapreso il forzamento del porto di Parenzo.
L'1-2 novembre Nullo e Missori, insieme agli esploratori Pepe e Poerio, furono designati per fornire eventuale supporto all'incursione di MAS nel Canale di Fasana.
Il 19 ottobre 1917 lasciò Brindisi insieme agli esploratori Aquila e Sparviero, agli incrociatori britannici Gloucester e Newcastle ed ai cacciatorpediniere Commandant Riviére, Bisson, Bory (francesi), Indomito e Mosto (italiani) per unirsi ad altre unità italiane poste all'inseguimento di un gruppo di navi austroungariche (esploratore Helgoland, cacciatorpediniere Lika, Triglav, Tátra, Csepel, Orjen e Balaton) che erano uscite da Cattaro per attaccare convogli italiani. Helgoland e Lika, non essendo stati trovati convogli, si portarono in vista di Brindisi per farsi inseguire dalle navi italiane ed attirarle nella zona d'agguato dei sommergibili U 32 ed U 40, ma dopo un lungo inseguimento che vide anche alcuni attacchi aerei alle unità nemiche, tutte le navi italiane tornarono in porto senza danni.
Nella notte tra il 1° ed il 2 luglio 1918 il Missori ed i cacciatorpediniere Sirtori, Stocco, Acerbi, Orsini, La Masa ed Audace fornirono supporto a distanza ad una formazione (torpediniere 64 PN, 65 PN, 66 PN, 40 PN e 48 OS, più, in appoggio, Climene e Procione) che bombardò le linee austro-ungariche tra Cortellazzo e Caorle e simulò poi uno sbarco (torpediniere 15 OS, 18 OS e 3 PN e pontoni da sbarco fittizi a rimorchio) per distrarre le truppe nemiche. Il gruppo dei cacciatorpediniere si scontrò anche con i cacciatorpediniere austroungarici Csikos e Balaton e con due torpediniere: dopo un breve scambio di cannonate, durante il quale le navi avversarie, specie il Balaton, ebbero alcuni danni, le unità italiane poterono proseguire nel loro compito, mentre quelle austriache ripiegavano verso Pola.
Il 3 novembre 1918 il Missori salpò da Venezia insieme ai cacciatorpediniere Audace, La Masa e Fabrizi (cui poi si aggiunsero le torpediniere Climene e Procione, partite da Cortellazzo) e fece rotta per Trieste, dove la formazione giunse alle 16.10 sbarcando 200 carabinieri ed il generale Carlo Petitti di Roreto, che, tra la folla acclamante, proclamò l'annessione della città all'Italia.
Il 5 novembre il Missori e tre altri cacciatorpediniere (La Masa, Pilo ed Abba), insieme alla vecchia corazzata Saint Bon, fecero il loro ingresso nel porto di Pola, dopo di che reparti imbarcati sulle unità, nei giorni seguenti, procedettero all'occupazione della città.
Posteriormente al 1918 il Missori fu a lavori di modifica che videro la sostituzione dei cannoni da 76 mm con 5 da 102 e l'imbarco di 2 mitragliere da 40 mm; il dislocamento a pieno carico salì a 900 tonnellate.
Nel 1929 la nave fu declassata a torpediniera.
Nel mattino del 6 agosto 1928 il Missori salpò da Pola insieme a numerose altre unità per un'esercitazione che avrebbe coinvolto anche l'incrociatore leggero Brindisi, l'esploratore leggero Aquila e la scorta della V Flottiglia Cacciatorpediniere (di cui il Missori faceva parte), in navigazione da Parenzo a Pola: l'esercitazione prevedeva un attacco simulato alla formazione da parte dei sommergibili F 14 ed F 15. Alle 8.40 – con cielo sereno, mare mosso e vento montante – il cacciatorpediniere Giuseppe Cesare Abba, che precedeva il Missori, avvistò l’F 14 a dritta, al traverso, e lo segnalò alle altre unità; l'individuazione del periscopio rivelò però che il sommergibile si trovava solo a pochi metri di distanza. A bordo del  Missori, che seguiva l’Abba da poca distanza, l'equipaggio teneva d'occhio soprattutto la probabile zona d'attacco, sulla dritta, così che l’F 14 fu avvistato solo quando era a 180-160 metri di distanza; a nulla valsero le manovre del Missori (timone a dritta e macchine indietro tutta) e del sommergibile (accostata a dritta), che si trovava pressoché immobile, quasi in affioramento: il cacciatorpediniere speronò l’F 14 a poppavia del portello di poppa, provocandone il rapido affondamento 7 miglia ad ovest di San Giovanni in Pelago (Pola). Nonostante i tentativi di soccorso l'intero equipaggio dell’F 14, intrappolato nel sommergibile rimasto in gran parte asciutto, perì prima di poter essere salvato. Il Missori ebbe la prua danneggiata nella collisione, e dovette effettuare le riparazioni in bacino.
Nel 1936-1938 la Missori partecipò alla guerra civile spagnola, svolgendo azioni a contrasto del contrabbando di armi in favore delle truppe repubblicane spagnole nel canale di Sicilia.
All'ingresso dell'Italia nella seconda guerra mondiale la Missori faceva parte della VI Squadriglia Torpediniere (Pilo, Stocco, Sirtori).
Durante la guerra fu adibita principalmente a compiti di scorta, operando sulle rotte della Libia, nel Tirreno meridionale, in Adriatico e nelle acque della Sicilia.
Il 27-28 giugno 1940 Missori e Pilo effettuarono il trasporto di rifornimenti e di 52 militari da Taranto a Tripoli.
Dall'8 al 10 febbraio 1941 la nave scortò, insieme al cacciatorpediniere Turbine ed alle torpediniere Orsa e Cantore, il primo convoglio con truppe dell'Afrika Korps (piroscafi Ankara, Alicante, Arcturus), che dovette temporaneamente sostare a Palermo per non imbattersi nella Forza H britannica; le navi furono anche attaccate da aerei il 14, mentre rientravano dalla Libia, ma non subirono danni.
Alle 8.30 dell'11 febbraio la Missori lasciò Tripoli per scortare a Palermo e Napoli, insieme all'incrociatore ausiliario Deffenu, i piroscafi Bainsizza, Sabaudia, Motia ed Utilitas. Dopo due infruttuosi attacchi da parte del sommergibile HMS Truant (il primo in posizione 33°36' N e 12°53' E, il secondo nel punto 33°46' N e 12°57' E) il convoglio rientrò nel porto libico; ne ripartì alle 23.30 dello stesso giorno, arrivando poi in Italia senza problemi.
Il 10 aprile salpò da Palermo per scortare a Tripoli, insieme alle torpediniere Montanari e Perseo, i piroscafi Bosforo ed Ogaden e le navi cisterna Persiano e Superga; il convoglio subì due attacchi di sommergibili: il primo, infruttuoso, il giorno 11, da parte dell'HMS Upholder, al largo di Capo Bon; il secondo, l'indomani, da parte dell'HMS Tetrarch, si concluse con l'affondamento della Persiano in posizione 33°29' N e 14°01' E. Da Malta salpò inoltre per intercettare il convoglio una formazione composta dai cacciatorpediniere Jervis, Janus, Nubian e Mohawk, ma le due formazioni non si incontrarono.
Nei giorni successivi al 16 aprile prese parte alle operazioni di soccorso dei naufraghi del convoglio «Tarigo», distrutto da una formazione di cacciatorpediniere britannici.
Il 3 giugno 1941 fece parte della scorta del convoglio «Aquitania»: lo formavano i mercantili Aquitania, Caffaro, Nirvo, Montello, Beatrice Costa e la nave cisterna Pozarica, in rotta Napoli-Tripoli con la scorta, oltre che del Missori, dei cacciatorpediniere Dardo, Aviere, Geniere e Camicia Nera; il 4 giugno, mentre le navi si trovavano ad una ventina di miglia dalle isole Kerkennah, furono attaccate da aerei che colpirono il Montello, che esplose senza lasciare superstiti, e la Beatrice Costa, che, irrimediabilmente danneggiata, dovette essere abbandonata ed affondata dal Camicia Nera.
Alla proclamazione dell'armistizio la Missori si trovava a Durazzo e lì fu catturata dai tedeschi il 10 settembre 1943, dopo aver cannoneggiato le postazioni tedesche insieme alla Pilo ed al piroscafo Marco.
Incorporata nella Kriegsmarine come TA 22, l'unità effettuò una prima missione di scorta – tra il 25 ed il 26 settembre, ad un convoglio composto dai piroscafi Italia ed Argentina e insieme alla Pilo ed all'incrociatore ausiliario Arborea – ancora con equipaggio italiano, ma sotto la sorveglianza dei tedeschi (durante tale missione l'equipaggio della Pilo riuscì a sopraffare i tedeschi e condurre la nave in Italia).
Il 6 ottobre 1943 l'equipaggio italiano riuscì a sabotare la torpediniera, che poté tuttavia essere riparata dai tedeschi.
Il 25 giugno 1944 la nave fu gravemente danneggiata da aerei inglesi mentre si trovava a sudest di Trieste, ma poté essere rimorchiata comunque nel porto giuliano. I danni risultarono pressoché irreparabili, dunque la torpediniera fu posta in disarmo l'11 agosto 1944 e privata di tutto ciò che poteva essere riutilizzato.
Il 3 maggio 1945 la TA 22 si autoaffondò nel vallone di Muggia.
Il relitto fu recuperato nel 1949 e demolito.